# Anna Maria Torniai
Anna Maria Torniai (Firenze, 20 ottobre 1931 – Roma, 26 febbraio 2011) è stata un'attrice italiana.

## Biografia
Figlia dell'attrice Pina Cei e del tenore Bruno Torniai, ebbe la sua prima parte ad appena nove anni nel film Sei bambine e il Perseo, (1940) di Giovacchino Forzano, nel ruolo di una delle nipoti del protagonista.
Si diplomò giovanissima all'Accademia Nazionale d'Arte Drammatica Silvio D'Amico di Roma, e lavorò moltissimo in teatro, con Gianfranco De Bosio, Vitaliano Brancati e Peppino De Filippo. 
Dopo aver lavorato per moltissimi anni come insegnante di recitazione, si riaffacciò sui grandi schermi solamente quarantadue anni dopo il suo esordio, in ruoli da caratterista, come quello in Amici miei - Atto IIº, (1982), di Mario Monicelli, o quello nella pellicola Ladri di saponette, (1989), di Maurizio Nichetti.
Lavorò molto anche in televisione, in serial come Don Matteo, Rex e Caterina e le sue figlie. Al cinema apparve per l'ultima volta nel 2008 nel film Grande, grosso e... Verdone, interpretato e diretto da Carlo Verdone, nel ruolo della anziana e remissiva cameriera Olga. Fu il suo ultimo ruolo; in quel periodo si ammalò di sclerosi laterale amiotrofica, patologia che la portò alla morte a Roma il 26 febbraio 2011, all'età di 79 anni.

## Filmografia

### Cinema
- Sei bambine e il Perseo, regia di Giovacchino Forzano (1939)
- Eccezzziunale... veramente (1982)
- Amici miei - Atto IIº (1982)
- Sapore di mare (1982)
- Acqua e sapone, regia di Carlo Verdone (1983)
- Sapore di mare 2 - Un anno dopo (1983)
- I due carabinieri, regia di Carlo Verdone (1984)
- Giochi d'estate (1984)
- Ladri di saponette, regia di Maurizio Nichetti (1989)
- Fatti di cronaca (1989)
- Mia dolce Gertrude (1991)
- Caino e Caino (1993)
- Quello che le ragazze non dicono (2000)
- Grande, grosso e... Verdone, regia di Carlo Verdone (2008)

### Televisione
- Qui squadra mobile – serie TV, episodio 2x01 (1976)
- L'ombra della sera, regia di Cinzia TH Torrini – film TV (1994)
- Don Matteo – serie TV, episodio 2x07 (2001)
- Grandi domani – serie TV (2005)
- Rex – serie TV, episodio 1x07 (2008)
- Caterina e le sue figlie 3 – serie TV, 14 episodi (2010)